# Campeonato Mundial de Ciclismo en Ruta de 2017
El LXXXIV Campeonato Mundial de Ciclismo en Ruta se realizó en Bergen (Noruega) entre el 17 y el 24 de septiembre de 2017, bajo la organización de la Unión Ciclista Internacional (UCI) y la Unión Ciclista de Noruega.
El campeonato constó de carreras en las especialidades de contrarreloj y de ruta, en las divisiones élite masculino, élite femenino y masculino sub-23; las pruebas de contrarreloj élite se disputaron individualmente y por equipos. En total se otorgaron ocho títulos de campeón mundial.

## Programa
| Día                      | Evento                             | Trayecto                                 | Distancia (km) | Ganador                                |
| ------------------------ | ---------------------------------- | ---------------------------------------- | -------------- | -------------------------------------- |
| Contrarreloj por equipos |                                    |                                          |                |                                        |
| 17 de septiembre         | Contrarreloj por equipos femenina  | Ravnanger–Bergen                         | 42,5           | Sunweb · ( Países Bajos)               |
| 17 de septiembre         | Contrarreloj por equipos masculina | Ravnanger–Bergen                         | 42,5           | Sunweb · ( Alemania)                   |
| Contrarreloj individual  |                                    |                                          |                |                                        |
| 18 de septiembre         | Contrarreloj masculina sub-23      | Bergen–Bergen                            | 37,2           | Mikkel Bjerg ( Dinamarca)              |
| 19 de septiembre         | Contrarreloj femenina              | Bergen–Bergen                            | 21,1           | Annemiek van Vleuten · ( Países Bajos) |
| 20 de septiembre         | Contrarreloj masculina             | Bergen–Bergen                            | 31,0           | Tom Dumoulin · ( Países Bajos)         |
| Ruta individual          |                                    |                                          |                |                                        |
| 22 de septiembre         | Ruta masculina sub-23              | Bergen–Bergen (circuito 10 vueltas)      | 191,0          | Benoît Cosnefroy ( Francia)            |
| 23 de septiembre         | Ruta femenina                      | Bergen–Bergen (circuito 8 vueltas)       | 152,8          | Chantal Blaak · ( Países Bajos)        |
| 24 de septiembre         | Ruta masculina                     | Rong–Bergen (57,4 + circuito 11 vueltas) | 267,5          | Peter Sagan · ( Eslovaquia)            |

## Resultados

### Masculino
- Contrarreloj individual

| Puesto | Ciclista      | País         | Tiempo   |
| ------ | ------------- | ------------ | -------- |
| Oro    | Tom Dumoulin  | Países Bajos | 44:41,00 |
| Plata  | Primož Roglič | Eslovenia    | 45:38,79 |
| Bronce | Chris Froome  | Reino Unido  | 46:02,25 |

- Contrarreloj por equipos

| Puesto | Ciclistas | Equipo                       | Tiempo   |
| ------ | --- | ---------------------------- | -------- |
| Oro    | Tom Dumoulin ( Países Bajos) · Lennard Kämna ( Alemania) · Wilco Kelderman ( Países Bajos) · Søren Kragh Andersen ( Dinamarca) · Michael Matthews ( Australia) · Sam Oomen ( Países Bajos) | Sunweb · ( Alemania)         | 47:50,42 |
| Plata  | Rohan Dennis ( Australia) · Daniel Oss ( Italia) · Miles Scotson ( Australia) · Tejay van Garderen ( Estados Unidos) · Silvan Dillier ( Suiza) · Stefan Küng ( Suiza)                      | BMC Racing ( Estados Unidos) | 47:58,71 |
| Bronce | Owain Doull ( Reino Unido) · Chris Froome ( Reino Unido) · Vasil Kiryienka ( Bielorrusia) · Michał Kwiatkowski ( Polonia) · Gianni Moscon ( Italia) · Geraint Thomas ( Reino Unido)        | Sky ( Reino Unido)           | 48:12,77 |

- Ruta

| Puesto | Ciclista           | País       | Tiempo  |
| ------ | ------------------ | ---------- | ------- |
| Oro    | Peter Sagan        | Eslovaquia | 6:28:11 |
| Plata  | Alexander Kristoff | Noruega    | 6:28:11 |
| Bronce | Michael Matthews   | Australia  | 6:28:11 |

### Femenino
- Contrarreloj individual

| Puesto | Ciclista             | País         | Tiempo   |
| ------ | -------------------- | ------------ | -------- |
| Oro    | Annemiek van Vleuten | Países Bajos | 28:50,35 |
| Plata  | Anna van der Breggen | Países Bajos | 29:02,51 |
| Bronce | Katrin Garfoot       | Australia    | 29:09,28 |

- Contrarreloj por equipos

| Puesto | Ciclistas | Equipo                                  | Tiempo   |
| ------ | --- | --------------------------------------- | -------- |
| Oro    | Lucinda Brand ( Países Bajos) · Leah Kirchmann ( Canadá) · Floortje Mackaij ( Países Bajos) · Coryn Rivera ( Estados Unidos) · Sabrina Stultiens ( Países Bajos) · Ellen van Dijk ( Países Bajos)    | Sunweb · ( Países Bajos)                | 55:41,63 |
| Plata  | Chantal Blaak ( Países Bajos) · Karol-Ann Canuel ( Canadá) · Megan Guarnier ( Estados Unidos) · Christine Majerus ( Luxemburgo) · Amy Pieters ( Países Bajos) · Anna van der Breggen ( Países Bajos) | Boels Dolmans · ( Países Bajos)         | 55:54,06 |
| Bronce | Stephanie Gaumnitz ( Alemania) · Lisa Klein ( Alemania) · Clara Koppenburg ( Alemania) · Lotta Lepistö ( Finlandia) · Cecilie Uttrup Ludwig ( Dinamarca) · Ashleigh Moolman-Pasio ( Sudáfrica)       | Cervélo-Bigla Pro Cycling · ( Alemania) | 55:69,66 |

- Ruta

| Puesto | Ciclista          | País         | Tiempo  |
| ------ | ----------------- | ------------ | ------- |
| Oro    | Chantal Blaak     | Países Bajos | 4:06:30 |
| Plata  | Katrin Garfoot    | Australia    | 4:06:58 |
| Bronce | Amalie Dideriksen | Dinamarca    | 4:06:58 |

### Sub-23
- Contrarreloj individual

| Puesto | Ciclista           | País           | Tiempo   |
| ------ | ------------------ | -------------- | -------- |
| Oro    | Mikkel Bjerg       | Dinamarca      | 47:06,48 |
| Plata  | Brandon McNulty    | Estados Unidos | 48:12,40 |
| Bronce | Corentin Ermenault | Francia        | 48:23,13 |

- Ruta

| Puesto | Ciclista                  | País      | Tiempo  |
| ------ | ------------------------- | --------- | ------- |
| Oro    | Benoît Cosnefroy          | Francia   | 4:48:23 |
| Plata  | Lennard Kämna             | Alemania  | 4:48:23 |
| Bronce | Michael Carbel Svendgaard | Dinamarca | 4:48:26 |

## Medallero
| Núm. | País           | Oro | Plata | Bronce | Total |
| ---- | -------------- | --- | ----- | ------ | ----- |
| 1    | Países Bajos   | 4   | 2     | 0      | 6     |
| 2    | Alemania       | 1   | 1     | 1      | 3     |
| 3    | Dinamarca      | 1   | 0     | 2      | 3     |
| 4    | Francia        | 1   | 0     | 1      | 1     |
| 5    | Eslovaquia     | 1   | 0     | 0      | 1     |
| 6    | Estados Unidos | 0   | 2     | 0      | 2     |
| 7    | Australia      | 0   | 1     | 2      | 3     |
| 8    | Eslovenia      | 0   | 1     | 0      | 1     |
| 8    | Noruega        | 0   | 1     | 0      | 1     |
| 10   | Reino Unido    | 0   | 0     | 2      | 2     |
|      | TOTAL          | 8   | 8     | 8      | 24    |